# Caetano Veloso
Caetano Emanuel Viana Teles Veloso (Santo Amaro da Purificação, Estat de Bahia, 7 d'agost de 1942) és un dels compositors i cantants brasilers més influents. A finals de la dècada del 1960 va impulsar, junt amb Gilberto Gil, el moviment tropicalista, que va marcar per sempre més la MPB (música popular brasilera), obrint-la a la música Pop sense renunciar a la personalitat cultural brasilera, associant-la al moviment hippie, i utilitzant-la com a eina de transformació social i política. El seu llançament a l'escenari brasiler va ser promogut per la seva germana Maria Bethânia.

## Biografia
És el cinquè de vuit germans, la més petita dels quals és la cantant Maria Bethânia. Aviat va mostrar inclinació per les activitats artístiques: pintura, música, literatura, cinema. Tocava el piano i li agradava la música popular del nord-est brasiler: Luiz Gonzaga, forró, música afro-bahiana. Als 17 anys va descobrir la bossa novaa través de la música del bahià João Gilberto, a qui va conèixer personalment l'any 1965. L'any 1960 la família es va traslladar a Salvador, la capital de l'estat de Bahia, on finalitzà els estudis secundaris. Del 1960 a 1962 va treballar escrivint crítiques de cinema al Diário de Notícias, dirigit pel cineasta bahià Glauber Rocha. També va aprendre a tocar la guitarra i cantava en bars de Salvador amb Maria Bethânia. L'any 1963 començà estudis universitaris de filosofia. Aquest mateix any ell i Maria Bethânia coneixen Gilberto Gil i Gal Costa. L'amistat de tots quatre dona lloc a un nucli artístic de gran importància per l'evolució de la música popular brasilera. Coneix també el músic Tom Zé, així com les germanes Andréia ("Dedé") i Sandra Gadelha. La primera es casaria amb ell i la segona amb Gilberto Gil.
L'any 1965 abandonà la universitat per anar-se'n amb la seva germana a Rio de Janeiro. S'instal·laren al "Solar da Fossa", casalot convertit en apartaments on vivien molts artistes, entre els quals Torquato Neto, Chico Buarque, Toquinho, més tard Gal Costa, i tot sovint Gilberto Gil. De les discussions estètiques que s'hi van desenvolupar va sorgir el moviment tropicalista. El 1967 es casà amb Dedé Gadelha a la seva ciutat, Santo Amaro da Purificação, amb una cerimònia hippie que va causar rebombori en aquell entorn conservador. El mateix any, els tropicalistes es traslladaren a São Paulo, donant inici a l'activitat pública del moviment, que va durar fins al final del 1968, quan el règim militar va detenir Caetano Veloso i Gilberto Gil. Després d'un mes d'incomunicació van ser jutjats sense càrrecs clars, i condemnats a detenció domiciliària a Salvador, amb prohibició d'actuar i de publicar. Al cap de dos mesos s'exiliaren a Londres, amb les seves esposes, on van romandre fins a l'any 1972. Amb Dedé va tenir un fill, Moreno (1972) i una filla, Júlia (1979),que va morir poc després. Caetano i Dedé es van separar el 1983. El 1986 Caetano es va casar amb carioca Paula Lavigne, amb qui va tenir dos fills, Zeca (1992) i Tom (1997), i de qui es va separar el 2005.

## Trajectòria artística

Al III Festival de Música Popular (1967)

### Inicis: Bossa Nova
Començà la seva carrera component bossa nova. Els seus primer treballs van ser escrivint música per a muntatges teatrals a Salvador, en alguns dels quals va participar també com a actor o director, i de curtmetratges.
El 1965, ja a Rio, es publicà per primera vegada la gravació d'una cançó seva: "É de manhã", interpretada per Maria Bethânia, que representà la projecció de la cantant. L'any següent, al II Festival Nacional de Música Popular Brasileira, la seva cançó "Boa palavra" va quedar cinquena, i "Um dia" va guanyar el premi a la millor lletra al II Festival da Música Popular Brasileira (TV Record). L'any 1967 publicà l'àlbum "Domingo", amb Gal Costa, encara de caràcter bossa-novista.

### "Tropicália" i exili
El mateix any 1967 va presentar-se a la tercera edició del festival de TV Record, amb la marxa "Alegria, alegria", acompanyat per les guitarres elèctriques del conjunt argentí Beat Boys, i va obtenir el quart lloc. Al mateix festival, Gilberto Gil i Os Mutantes van quedar segons amb "Domingo no parque". El festival els va llançar a la fama i va representar la presentació en públic del moviment tropicalista.

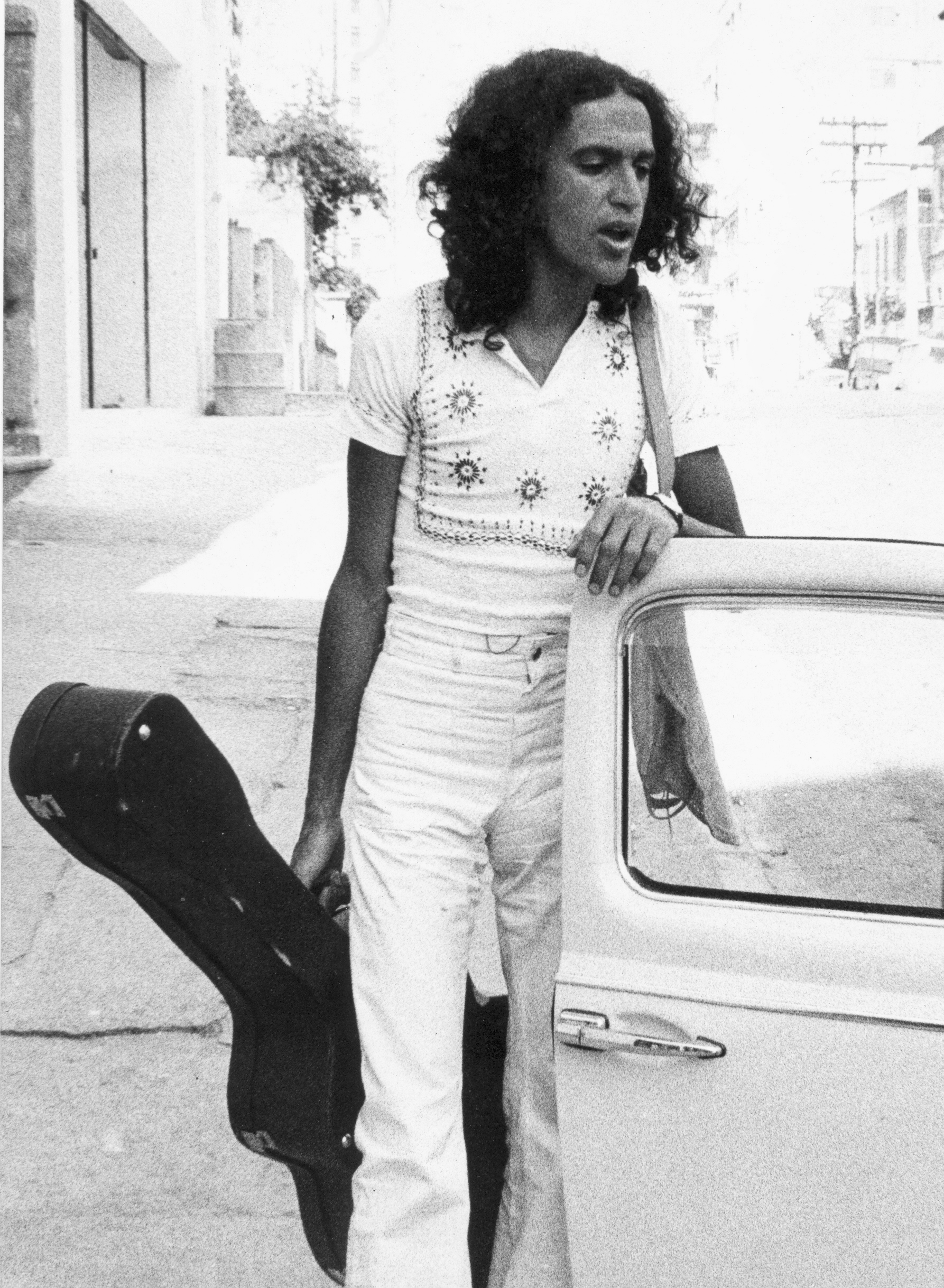

El tropicalisme pretenia digerir la influència del pop-rock i la psicodèlia, i amalgamar-los amb el "rock-Brasil" de la "Jovem Guarda" (Roberto Carlos i Erasmo Carlos) i amb l'herència de la música brasilera anterior, des dels gèneres més populars com la samba, la música del seu Nord-Este natal o la de rel africana, fins a la bossa nova, més intel·lectual. En gran part, l'objectiu del tropicalistes era superar el rebuig a les influències estrangeres, que practicaven tant la dictadura militar, per nacionalisme, com les esquerres, per antiimperialisme. Però també hi influïa que Caetano pensava que no era possible fer res d'interessant en bossa nova després de compositors de la talla de Tom Jobim i João Gilberto, i que reinterpretar en clau brasilera les innovacions musicals sorgides a l'estranger era l'única manera de fer evolucionar la música del seu país. El moviment també aspirava a la transformació social, per via de l'evolució de les mentalitats individuals, i defensava el poder revolucionari de l'estètica per ella mateixa, com a complementària o alternativa a la política.
L'any 1968 va ser el de l'efervescència del moviment tropicalista. Caetano publicà el seu primer LP en solitari, "Caetano Veloso", que inclou entre altres la seva cançó "Tropicália". A la Biennal de Samba de São Paulo, se li va impedir la participació per utilitzar guitarra elèctrica. Al maig, durant el maig francès, apareix el disc-manifest del tropicalisme "Tropicália: ou panis et circensis", amb participació seva i de Gilberto Gil, Nara Leão, Gal Costa, Os Mutantes, Tom Zé i els poetes Torquato Neto i Capinam. L'oposició del règim i de l'esquerra universitària, però, anà posant el moviment sota tensió. A les eliminatòries del festival de cançó de la Rede Globo, Caetano, escridassat pel públic, va interrompre la cançó Proibido proibir, i va llançar un encès discurs: "No esteu entenent res de res! (…) Som aquí per acabar amb tota la imbecil·litat que regna al Brasil! (…) Aquesta és la joventut que vol prendre el poder? Si resulteu en política com sou en estètica, estem perduts... I pel que fa al jurat, és molt simpàtic però incompetent!". Els darrers mesos de l'any, ell i Gilberto Gil van conduir el programa "Divino maravilhoso" de la cadena Tupi TV. Però tot plegat es va acabar a final d'any, amb la detenció de Caetano i Gil i el seu exili.
L'any 1969 publicà el seu segon LP en solitari, conegut popularment com "El Disc Blanc". Abans de marxar a Londres havia deixat gravades les bases de veu i guitarra. Rogério Duprat hi afegí els arranjaments i va publicar el disc, sense la foto de Caetano a la portada a causa de la prohibició del règim. En senyal de protesta, Duprat va incloure en un dels seus arranjaments el so d'un tret.
Encara des de l'exili Caetano publicà dos LPs més i va escriure cançons per a altres artistes: Gal Costa ("London, London"), Maria Bethânia ("A tua presença morena"), Erasmo Carlos, Roberto Carlos. També va fer actuacions a diversos països europeus.

### Del 1972 ençà
Des del seu retorn al Brasil no ha deixat d'actuar i de publicar discos, a més de compondre per a altres cantants, per a pel·lícules i per a sèries de televisió. També ha escrit llibres i participat en pel·lícules com a actor.
El mateix 1972 llançà l'LP "Araçá azul", que va sobtar els seus seguidors pel seu caràcter marcadament experimental.
L'any 1976, seguint una idea de Maria Bethânia, ells dos, Gilberto Gil i Gal Costa van formar el grup Doces Bárbaros ("Dolços Bàrbars"), un quartet que seguia el patró de les bandes hippies, amb el qual van fer una gira i van editar un disc en directe, "Doces Bárbaros ão vivo". Tot i que inicialment no va tenir bona rebuda, després s'ha convertit en un clàssic i ha donat lloc a represes i fins a una pel·lícula.
L'any 1977 participà, amb Gilberto Gil, al 2n Festival Mundial d'Art i Cultura Negra, a Lagos (Nigèria). L'abril d'aquest any, publicà el seu primer llibre, "Alegria, alegria", que conté un recull d'articles, poemes, i entrevistes concedides al poeta Waly Salomão, amic seu.
El 1981 va obtenir el seu primer disc d'or amb l'LP Outras palavras. La dècada dels 1980 va ser molt important i productiva en la seva carrera, i va fer créixer la seva popularitat fora del Brasil, especialment a Israel, Portugal, França i l'Àfrica.
L'any 1993, arran dels 25 anys del moviment tropicalista, ell i Gilberto Gil publicaren l'àlbum Tropicália 2 (1993), amb noves cançons entre tropicalistes i experimentals (Rap popcreto, Aboio, Dada, As coisas), i una crítica a la situació política del Brasil (Haiti - rap social da dupla).
Altres discos molt ben valorats per la crítica estrangera, que li han donat projecció internacional, foren "Estrangeiro" (1989), "Circuladô" (1991), "Livro" (1997) i "Noites do Norte" (2000). Amb el CD Prenda minha (1998), va aconseguir per primera vegada el milió de còpies venudes.
L'octubre de 1997 va fer, a la República de San Marino, un espectacle en homenatge a Federico Fellini i Giulietta Masina (morts 4 i 3 anys abans respectivament), organitzat per la germana del cineasta, Maddalena Fellini. El concert donà lloc a l'exitós LP Omaggio a Federico e Giulietta (1999) que, inclou entre altres cançons, "Giulietta Masina", ja inclosa al disc "Caetano" (1987), i tres en italià: Come prima, Gelsomina i Luna rossa.
L'any 1997 es va publicar el seu llibre "Verdade Tropical", que dona una visió profunda i personal dels principals aspectes i esdeveniments relacionats amb el moviment tropicalista. L'any 2002 va publicar un altre llibre sobre el tema, Tropical Truth: A Story of Music and Revolution in Brazil.
Des de l'any 2006 l'acompanya la banda "Cê".

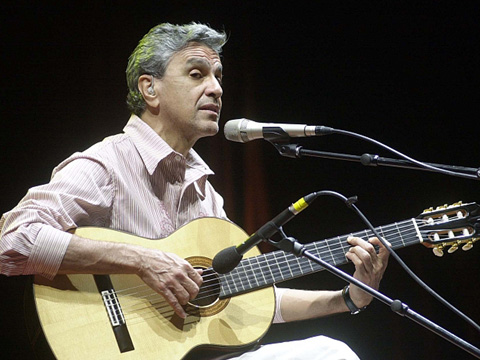
2006

A partir de mitjans dels anys 1990 la seva fama internacional creixent l'ha portat a gravar per al mercat mundial. El 1994 publicà "Fina Estampa", dedicat íntegrament al repertori hispanoamericà, amb arranjaments bossa-novistes però cantat en castellà. El 2004 va aparèixer "A foreign sound", amb versions de repertori anglosaxó i íntegrament cantat en anglès.
Al llarg de la seva carrera ha versionat músics tan diversos com Gardel, Cole Porter, Jimmy Hendrix o Nirvana. Ha interpretat també molts altres compositors brasilers (Jobim, Roberto Carlos, Djavan, Carlinhos Brown) i ha musicat poetes brasilers i portuguesos. Ha cantat amb Chico Buarque, Roberto Carlos i Milton Nascimento. Ha rebut cinc premis Grammy, més que cap altre cantant brasiler.
Tot i el seu èxit comercial, mai ha renunciat als plantejaments tropicalistes i al seu activisme politicosocial a través de la música. Segons les seves pròpies declaracions, ha conservat l'actitud crítica, irònica i irreverent, tot i que es mostrava de forma més provocativa en la Tropicália perquè era l'esperit d'aquell moment.

### Cançons més destacades
Tropicália: Alegria, alegria, Tropicália, Superbacana, Panis et circensis (amb Gilberto Gil), Lindonéia (amb Gilberto Gil), Baby, Enquanto seu lobo não vem, Mamãe, coragem (amb Torquato Neto), Bat macumba (amb Gilberto Gil),Saudosismo, Não identificado, Divino, maravilhoso (amb Gilberto Gil)
Anys '70: Louco por você, Cá-já, A Tua presença morena, Épico, It's a long way, Um índio, O Leãozinho, Oração ao tempo, A little more blue, Nine out of ten, Maria Bethânia, Júlia/ Moreno, Minha Mulher, Tigresa, Cajuína, You don't know me, London London.
Anys '80: Os outros românticos, O estrangeiro, José, Giulietta Masina, O ciúme, Eu sou neguinha, Ele me deu um beijo na boca, Outras Palavras, Peter Gast, Eclipse oculto, Luz do sol, Jasper, Queixa, O quereres, O homem velho, Trem das cores, Noite de Hotel, Este amor, Rapte-me camaleoa, Língua e Podres Poderes.

## Discografia
| - Domingo (1967) - Caetano Veloso (1968) - Caetano Veloso (1969) - Barra 69 - Caetano e Gil ao Vivo (1969) - Caetano Veloso (1971) - Transa (1972) - Caetano e Chico Juntos ao Vivo (1972) - Araçá Azul (1972) - Temporada de Verão ao Vivo na Bahia (1974) - Jóia (1975) - Qualquer Coisa (1975) - Doces Bárbaros (1976) - Bicho (1977) - Muitos Carnavais (1977) - Muito - Dentro da Estrela Azulada (1978) - Maria Bethânia e Caetano Veloso ao Vivo (1978) - Cinema Transcendental (1979) - Outras Palavras (1981) | - Brasil (1981) - Cores, Nomes (1982) - Uns (1983) - Velô (1984) - Totalmente Demais (1986) - Caetano Veloso (1986) - Caetano Veloso (1987) - Estrangeiro (1989) - Sem Lenço, Sem Documento (1990) - Circuladô (1991) - Circuladô ao Vivo (1992) - Tropicália 2 (1993) - Fina Estampa (1994) - Fina Estampa ao Vivo (1994) - Tieta do Agreste (1996) - Livro (1997) - Prenda Minha (1999) - Omaggio a Federico e Giulieta ao Vivo (1999) | - Noites do Norte (2000) - Noites do Norte ao Vivo (2001) - Eu Não Peço Desculpa (2002) - Todo Caetano (caixa com 40 CDs) (2002) - Live in Bahia (2002) - A Foreign Sound (2004) - Cê (2006) - Multishow ao Vivo: Cê (2008) - Roberto Carlos e Caetano Veloso e a música de Tom Jobim (2008) - Zii e Zie (2009) - MTV ao Vivo: Zii e Zie (2011) - Multishow ao Vivo: Caetano e Maria Gadú (2011) - Ivete, Gil e Caetano (2012) - Abraçaço (2012) - Multishow ao Vivo: Abraçaço (2014) - Dois Amigos, Um Século de Música (2015) - Meu coco (2021) |

## Cinema
- Narciso em Férias (2020)
- Coração Vagabundo (2008)
- Vinicius (2005)
- Hable con ella (2002)
- O Cinema Falado (1986)
- Nova Onda (1983)
- Doces Bárbaros (1976)
- Os Herdeiros (1969)

## Literatura

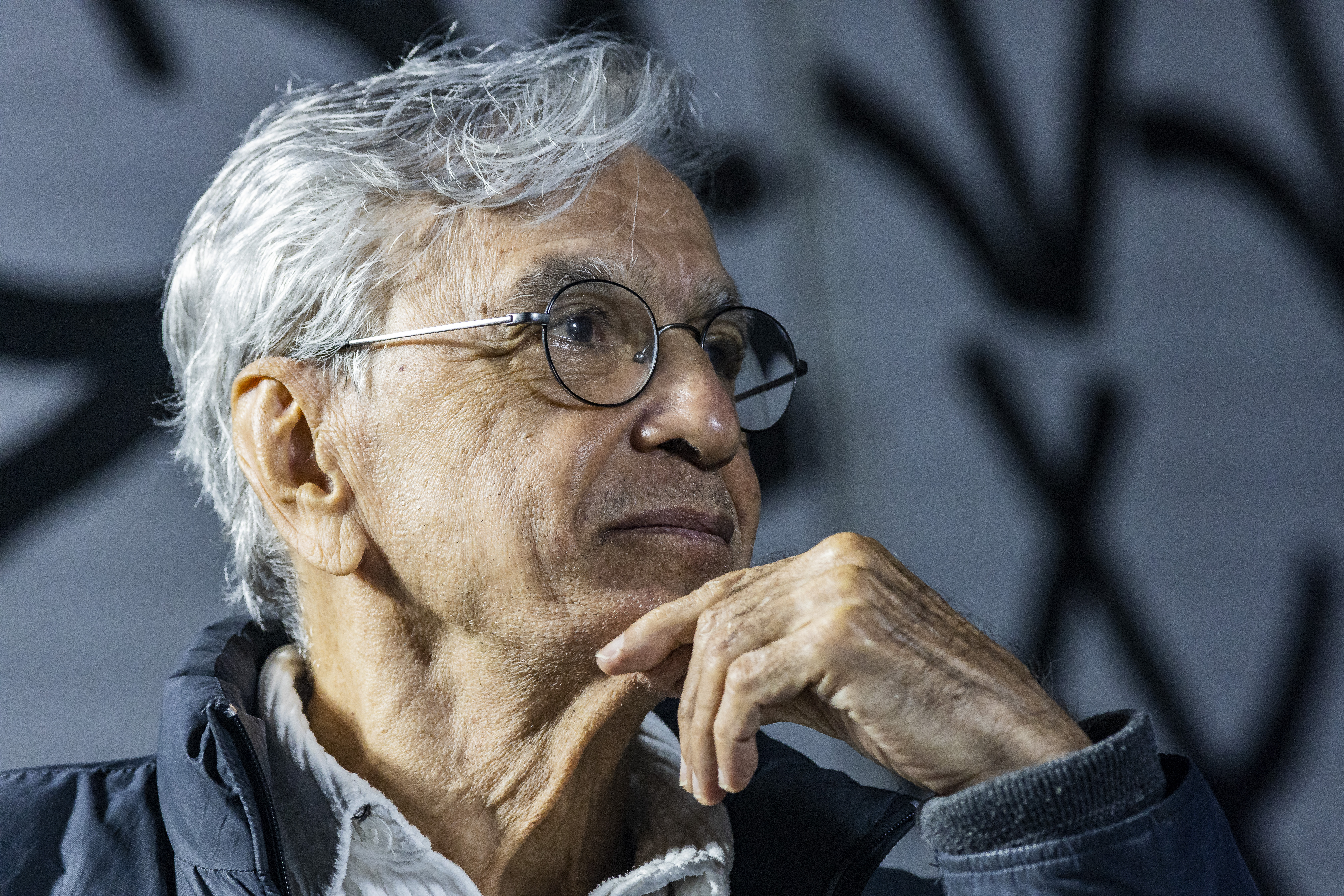
(2022)

- Veloso, Caetano. Tropical Truth: A Story of Music and Revolution in Brazil.  New York City, Nova York: Alfred A. Knopf, 2003.
- Mei, Giancarlo. Canto Latino: Origine, Evoluzione e Protagonisti della Musica Popolare del Brasile (en italià).  Stampa Alternativa-Nuovi Equilibri, 2004.
- Veloso, Caetano. Alegria, Alegria.  Rio de Janeiro, Brasil: Pedra que Ronca, 1997.
- Veloso, Caetano. Verdade tropical.  São Paulo, Brasil: Companhia das Letras, 1997.
- Veloso, Caetano. Letra só.  São Paulo, Brasil: Companhia das Letras, 2003.
- Veloso, Caetano. O mundo não é chato.  São Paulo, Brasil: Companhia das Letras, 2005.
- Morais Junior, Luís Carlos de. Crisólogo: O estudante de poesia Caetano Veloso.  Rio de Janeiro, Brasil: HP Comunicação, 2004.

## Homenatges
- Doctor Honoris Causa per la Universitat Federal de Bahia (1998)[3] i per la Universitat de Salamanca (2023).[4]